# 李珍 (道士)
李珍（？—1456年），浙江钱塘的道士。景泰七年（1456年）秋，李珍到苗疆号召苗人造反，自称唐太宗之后，得到武当山道士魏元冲和苗人首领执银的支持，自立为帝，年号天顺，攻打天柱时被都指挥使湛清生擒，押解到北京处死。巧合的是，几个月后，明英宗夺门之变復辟，用的新年号，也是天顺。